# نادي بريبرام
نادي بريبرام هو نادي كرة قدم في التشيك تأسس في 1928 يقع في بشيبرام.

## وصلات خارجية
- الموقع الرسمي